# Ehretia hainanensis
Ehretia hainanensis là loài thực vật có hoa trong họ Ehretiaceae. Loài này được I.M.Johnst. mô tả khoa học đầu tiên năm 1951.